# 孔宪卿
孔宪卿（？—？），号继山，四川成都右卫人，军籍。明朝军事人物。

## 生平
成都右卫世职出生，万历三十年（1602年）任云南永腾参将。后升任四川都指挥佥事加衔副总兵，三十四年（1606年）任四川松潘副总兵，三十五年（1607年）升任广东总兵。三十七年（1609年），兵科给事中胡嘉栋弹劾广东总兵孔宪卿贪污腐败，查实后被罢官。